# Fatou Diome
Pour les articles homonymes, voir Fatou (homonymie).
Fatou Diome, née en 1968 à Niodior au Sénégal, est une femme de lettres franco-sénégalaise.
Après la parution d’un recueil de nouvelles, La Préférence nationale, en 2001, le roman Le Ventre de l'Atlantique, qui raconte l'histoire du coût de quitter l'Afrique pour la France, lui vaut une notoriété internationale. Parmi les principaux thèmes explorés dans son livre (dont ceux de l'impact de la colonisation, de l'identité et de l'exil), son œuvre explore notamment les thèmes de l'immigration en France et de la relation entre la France et le continent africain.

## Biographie

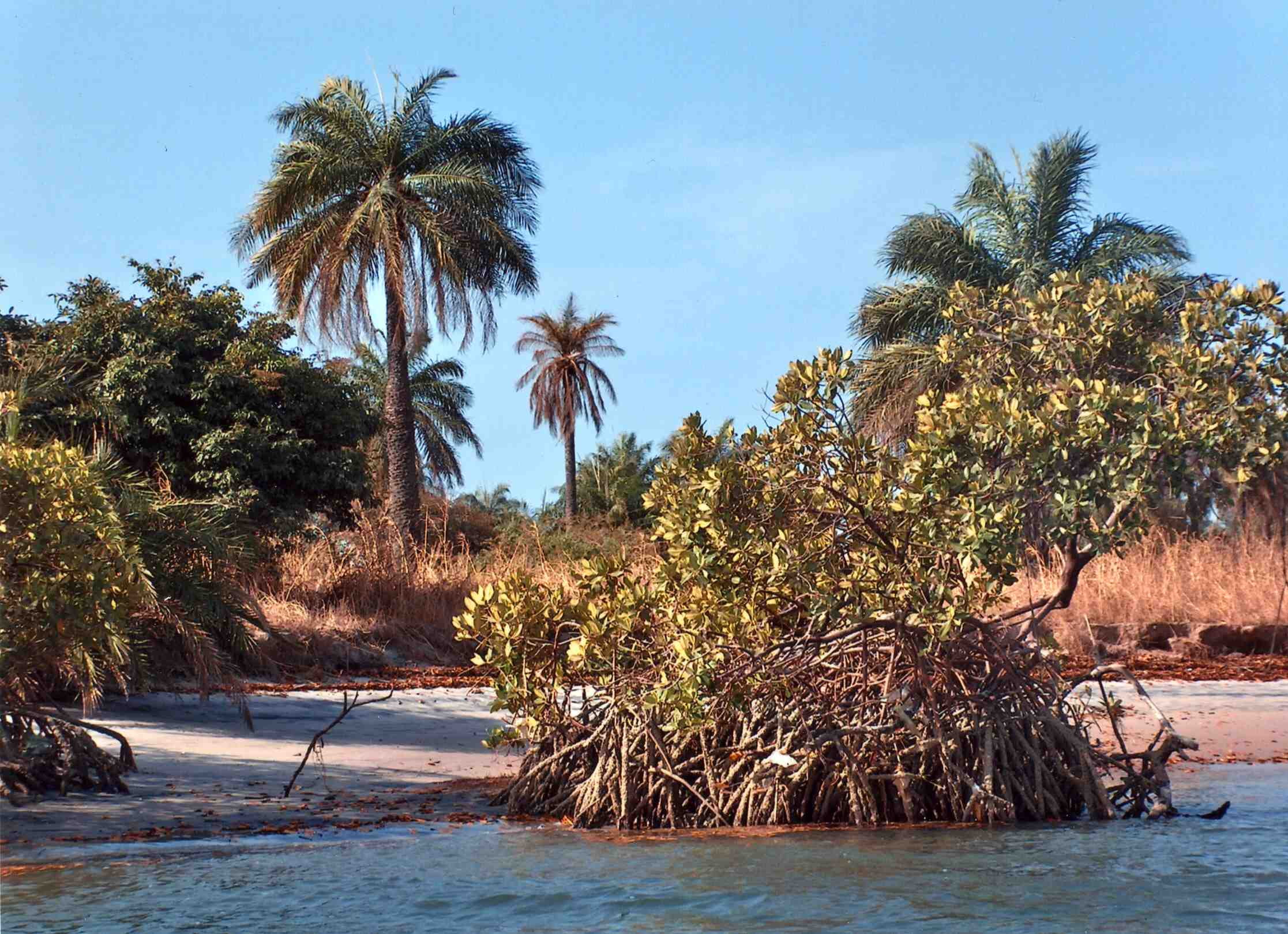
Guior, l'île natale.

Fatou Diome est née en 1968 à Niodor sur la petite île de Guior, dans le delta du Saloum, en pays sérère, au sud-ouest du Sénégal,. Fille naturelle, elle est élevée par sa grand-mère, Aminata (qui est née dans un département français du Sénégal), et son grand-père, tous deux pêcheurs,,. Son nom vient du Sine Saloum, où les Diome sont des Niominka.
Contrairement à ce qu'exigent les traditions de sa terre natale, elle côtoie les hommes plutôt que d'aller aider les femmes à préparer les repas et assurer les tâches ménagères. Toujours en décalage avec le microcosme de l'île, elle décide d'aller à l'école et apprend le français. Quand elle était jeune, « ce n’était que [ses] grands-parents qui [la] traitaient comme une personne », disait-elle dans un entretien. Sa grand-mère était « sa complice », et elle lui confiait tous ses petits cahiers.
À treize ans, elle se passionne pour la littérature francophone et commence à écrire. Fatou Diome quitte son village pour aller poursuivre ses études dans d'autres villes du Sénégal, tout en finançant cette vie nomade par de petits boulots dès ses 14 ans ; puis elle va au lycée de M'bour, travaille en tant que servante en Gambie et finit par entamer des études universitaires à Dakar,. À ce moment, elle songe à devenir professeur de français, loin de l'idée de quitter son pays natal,.
Mais, à vingt-deux ans, un Français venu travailler au Sénégal tombe amoureux d'elle, ils se marient et décident de s'installer en France, à Strasbourg, en 1994,. Rejetée par la famille de son époux, elle divorce deux ans plus tard et se retrouve en grande difficulté, abandonnée à une condition d'immigrée sur le territoire français,. Pour pouvoir subsister et financer ses études, elle doit faire des ménages pendant six ans, y compris lorsqu'elle peut exercer la fonction de chargée de cours durant son DEA (diplôme d'études approfondies), avant de commencer sa thèse sur « Le voyage, les échanges et la formation dans l’œuvre littéraire et cinématographique de Sembène Ousmane »,.
L'étude du motif du « voyage » chez Sembène Ousmane a inspiré ses œuvres ultérieures et a influencé la liberté de ton, le sens du récit et la justesse des descriptions dans des œuvres comme Celles qui attendent.

## Carrière
Après des études de lettres et philosophie à l'université de Strasbourg, elle y donne des cours,,, puis enseigne à l’Université Marc-Bloch de Strasbourg et à l'Institut supérieur de pédagogie de Karlsruhe, en Allemagne. Elle reçoit les insignes de doctorat honoris causa de l'université de Liège en 2017.
Elle se consacre également à l'écriture : elle a publié La Préférence nationale, un recueil de nouvelles, aux éditions Présence africaine en 2001. Le Ventre de l'Atlantique est son premier roman, paru en 2003 aux éditions Anne Carrière. Suivent ensuite Kétala (2006), Inassouvies, nos vies (2008), Celles qui attendent (2010) et Impossible de grandir (2013), tous aux éditions Flammarion.
En 2019, elle est lauréate du Prix littéraire des Rotary Clubs de langue française pour son roman Les veilleurs de Sangomar, aux éditions Albin Michel. Ce roman parle de Coumba, une jeune femme qui est récemment devenue veuve. Il se déroule dans des îles sur la côte de Sénégal et il évoque les thèmes de la mort, de l’amour et la liberté. Le jury du prix est composé par des rotarien(ne)s issu(e)s de divers domaines. Le roman primé doit correspondre aux principes du Rotary, tels que la tolérance, le respect, ainsi que la recherche d’accord entre des personnes différentes dans le monde.
En 2021, elle poursuit sa carrière littéraire, tout en explicitant au fur et à mesure de ses avancées comment l'histoire influence sa pensée et son travail. En effet, l'histoire est très présente dans ses œuvres, et les traditions animistes de son enfance sénégalaise se croisent avec l'histoire politique et littéraire de la France des Lumières. Par exemple, dans une interview accordée à Radio France, elle raconte comment ses aînés avaient l'habitude de lui raconter les événements historiques après les repas de famille ou lors des parties de pêche à Sangomar. Elle poursuit en disant qu'enfants, ils considéraient ces histoires comme des légendes. Mais, en grandissant, c'est devenu plus sérieux et plus précis, et comment ils avaient l'habitude de réciter leur arbre généalogique et, pour chaque ancêtre, dire comment était sa vie et dans quel contexte.

## Prises de position
Elle s'insurge contre les intolérants, elle défend le rôle de l’école et les valeurs républicaines.
Face à la montée du populisme, Fatou Diome est régulièrement invitée à partager son point de vue sur des sujets politiques et sociaux dans les médias télévisés ou dans la presse, comme des interviews à Radio France et Elle France,. Elle prend notamment position contre les assertions populistes du Rassemblement national en France. En tant qu’écrivaine, elle souhaite par ses livres rappeler les valeurs républicaines et humaines car elle estime « qu’il ne faut plus se taire face aux obsédés de l’identité nationale ».
Elle porte également un discours revendiquant une coopération plus égalitaire entre l’Europe et l’Afrique. Elle estime que pour le moment, l’Europe tire les ficelles d’une coopération inégale et que l’Afrique n’est pas maîtresse de ses biens. Elle est convaincue également que le complexe colonial reste persistant tant du côté des Africains que des Européens, ce qui empêche cette coopération d’être plus égalitaire. Par conséquent, elle soutient l’idée que chacun, quelle que soit son origine, devrait se sentir comme un être humain face à un autre être humain. C'est ainsi que Fatou Diome, refusant de désigner plutôt un responsable qu'un autre, défend la nécessité pour les Africains de s’affranchir de leur statut de victime, et pour les Européens celle de quitter une position de dominant, pour sortir des schémas exploitant/exploité, donateur/assisté. Enfin, elle précise qu’aider une personne, c’est l’aider à ne plus avoir besoin de vous, en écho à l’aide au développement mise en place par les pays occidentaux en Afrique notamment.

## Œuvres
- 2001 : La Préférence nationale, recueil de nouvelles, édition Présence Africaine[30].
- 2002 : Les Loups de l’Atlantique, nouvelles, Dans le recueil : Étonnants Voyageurs. Nouvelles Voix d’Afrique.
- 2003 : Le Ventre de l'Atlantique, roman, éditions Anne Carrière, éditions Le Livre de poche[31],[32].
- 2006 : Kétala, roman, Éditions Flammarion[33].
- 2008 : Inassouvies, nos vies, roman, Éditions Flammarion[34].
- 2010 : Le Vieil Homme sur la barque, récit (illustrations de Titouan Lamazou), Naïve.
- 2010 : Celles qui attendent, roman, Éditions Flammarion[35],[36].
- 2010 : Mauve, récit, Éditions Flammarion[37].
- 2013 : Impossible de grandir, roman, Éditions Flammarion[38],[39],[40].
- 2017 : Marianne porte plainte !, essai, Éditions Flammarion[41],[42].
- 2019 : Les Veilleurs de Sangomar, Albin Michel, 336 p., 140 mm x 205 mm (ISBN 9782226443861, présentation en ligne),[43].
- 2021 : De quoi aimer vivre, Albin Michel, 240 p., 140 mm x 205 mm (ISBN 9782226459800, présentation en ligne),[44].
- 2022 : Marianne face aux faussaires, Albin Michel, 198 p., 130 mm x 200 mm (ISBN 9782226472489, présentation en ligne),[45].
- 2023 : Le Verbe libre ou le silence, Albin-Michel[46]
- 2024 : Discours de réception de Fatou Diome à l'Académie royale de langue et de littérature françaises de Belgique accueillie par Yves Namur, Albin Michel[47].

### Collaboration
- Weepers Circus, N'importe où, hors du monde (2011). Il s'agit d'un livre-disque auquel participe une quarantaine d'invités aux titres d'auteurs ou d'interprètes : Fatou Diome y signe un texte inédit (non mis en musique) au titre énigmatique de N'importe où, hors du monde.